# Disterigma agathosmoides
Disterigma agathosmoides là một loài thực vật có hoa trong họ Thạch nam. Loài này được (Wedd.) Nied. mô tả khoa học đầu tiên năm 1889.